# 川明参
川明参（学名：Chuanminshen violaceum）为伞形科川明参属的植物，为中国的特有植物。分布在中国大陆的湖北省、四川省等地，生长于海拔300米至900米的地区，一般生长在山坡草丛中、沟边以及林缘路旁，目前尚未由人工引种栽培。

## 别名
明参（四川中药志）、沙参、明沙参、土明参（四川）